# Municipio de Shippen (condado de Tioga)
El municipio de Shippen (en inglés: Shippen Township) es un municipio ubicado en el condado de Tioga en el estado estadounidense de Pensilvania. En el año 2000 tenía una población de 472 habitantes y una densidad poblacional de 3 personas por km².

## Geografía
El municipio de Shippen se encuentra ubicado en las coordenadas 41°43′00″N 77°26′59″O / 41.71667, -77.44972.

## Demografía
Según la Oficina del Censo en 2000 los ingresos medios por hogar en la localidad eran de $27,212 y los ingresos medios por familia eran $30,357. Los hombres tenían unos ingresos medios de $30,375 frente a los $21,071 para las mujeres. La renta per cápita para la localidad era de $13,544. Alrededor del 8,3% de la población estaban por debajo del umbral de pobreza.